# Silnice III/39017
Silnice III/39017 je silnice třetí třídy v kraji Vysočina v okrese Třebíč. Spojuje silnice I/23 a II/390. Prochází vesnicí Hostákov, obcí Valdíkov a kolem obce Nárameč. Je dlouhá 7,5 km.

## Průběh
Silnice začíná na křižovatce se silnicí I/23, nedaleko osady Táborský Mlýn, asi 2,2 km od okraje zastavěného území Třebíče. Silnice po celé své trase směřuje na severovýchod. Až do Hostákova vede do kopce, východně se nachází skupina kopců, z nichž největší je Křemel (493 m). Na konci Hostákova silnice překonává Hostákovský potok, poté prochází kolem fotovoltaické elektrárny a následně se dostává do Valdíkova. Za Valdíkovem se nachází kolem silnice několik rybníků, na levé straně je Bouzkův rybník, na pravé straně Valdíkovský rybník a Podhájek. Těmito rybníky protéká Mlýnský potok, který silnice III/39017 překonává nedaleko osady Topol, která je součástí Náramče. Dále prochází kolem rybníka Stračínek. Končí na křižovatce se silnicí II/390, asi 140 metrů severovýchodně od okraje zastavěného území Náramče.

## Opravy
V září roku 2019 byl opraven úsek mezi Valdíkovem a Hostákovem. Byla zde provedena recyklace za studena za použití penetračního makadamu.